# Pedaria tuberculigera
Pedaria tuberculigera là một loài bọ cánh cứng trong họ Bọ hung (Scarabaeidae).